# Aqueduc de Peña Cortada
L'aqueduc de Peña Cortada (en espagnol : Acueducto de Peña Cortada) est un élément d'un système d'approvisionnement en eau de 28 km de long, mais originellement beaucoup plus long, qui traverse les municipalités de Tuéjar, Chelva, Calles, Losa del Obispo et Domeño dans la province de Valence, en Espagne. 
Construit sous l'empire romain, vers la fin du Ier siècle ou le début du IIe siècle, il fait l’objet d’un classement au titre de bien d'intérêt culturel depuis le 3 septembre 2004. L'aqueduc est accessible aux piétons au terme d'un sentier escarpé de quelque 3 km au départ de la municipalité de Calles.

## Description
Le début de la canalisation se situe à 580 m d'altitude,  et amène l'eau à un premier aqueduc qui comportait six arches, mais dont il ne reste qu'une, situé à la jonction du torrent del Agua et de l'Alcotas. La canalisation franchit ensuite un aqueduc très bien conservé, sur la Cueva del Gato; celui-ci comporte deux piliers de 18 m de haut et trois arches mesurant chacune 4 m de largeur et 3 m de côté; au sommet courait un canal de 60 cm de large par 40 cm de profondeur avec des parois de 20 cm d'épaisseur.
Pour faire franchir à la canalisation une barrière rocheuse, les constructeurs ont creusé onze tunnels de 180 cm de hauteur par 80 cm de largeur; ceux-ci sont percés de grandes ouvertures servant à donner de la lumière et à permettre l'évacuation des décombres lors du creusement du tunnel. Ils ont aussi effectué une coupure dans le rocher sur une longueur de 26 m, une hauteur de 18 m et une largeur de 90 cm, coupure qui a donné son nom à cet endroit (Peña Cortada signifie rocher coupé). Les archéologues ont relevé des restes de canalisation sur une longueur de 11 km.
En fait, le tracé antique est beaucoup plus long. Dès 1538, l'historien Pere Antoni Beuter avait cherché à savoir quelles villes cet aqueduc devait alimenter. Selon l'hypothèse la plus probable, il alimentait la ville de Liria, alors appelée Edeta, qui jouait un rôle de premier plan à l'époque romaine. Au passage, il servait aussi à irriguer les champs de Villar et Casinos. Selon une recherche présentée en 2020 par l'archéologue Miquel R. Martí Maties, l'aqueduc original. Il allait d'une source située à Tuéjar, à 585 m d'altitude, jusqu'à la Plaza del Tossal, au centre de la ville de Valence, en passant par Domeño El Viejo, Gestalgar, Pedralba et Manises. Avec une longueur totale de 98,6 km, en il était le plus long aqueduc d'Espagne et le sixième du monde romain. Des traces sont visibles sur une longueur de près de 60 km.

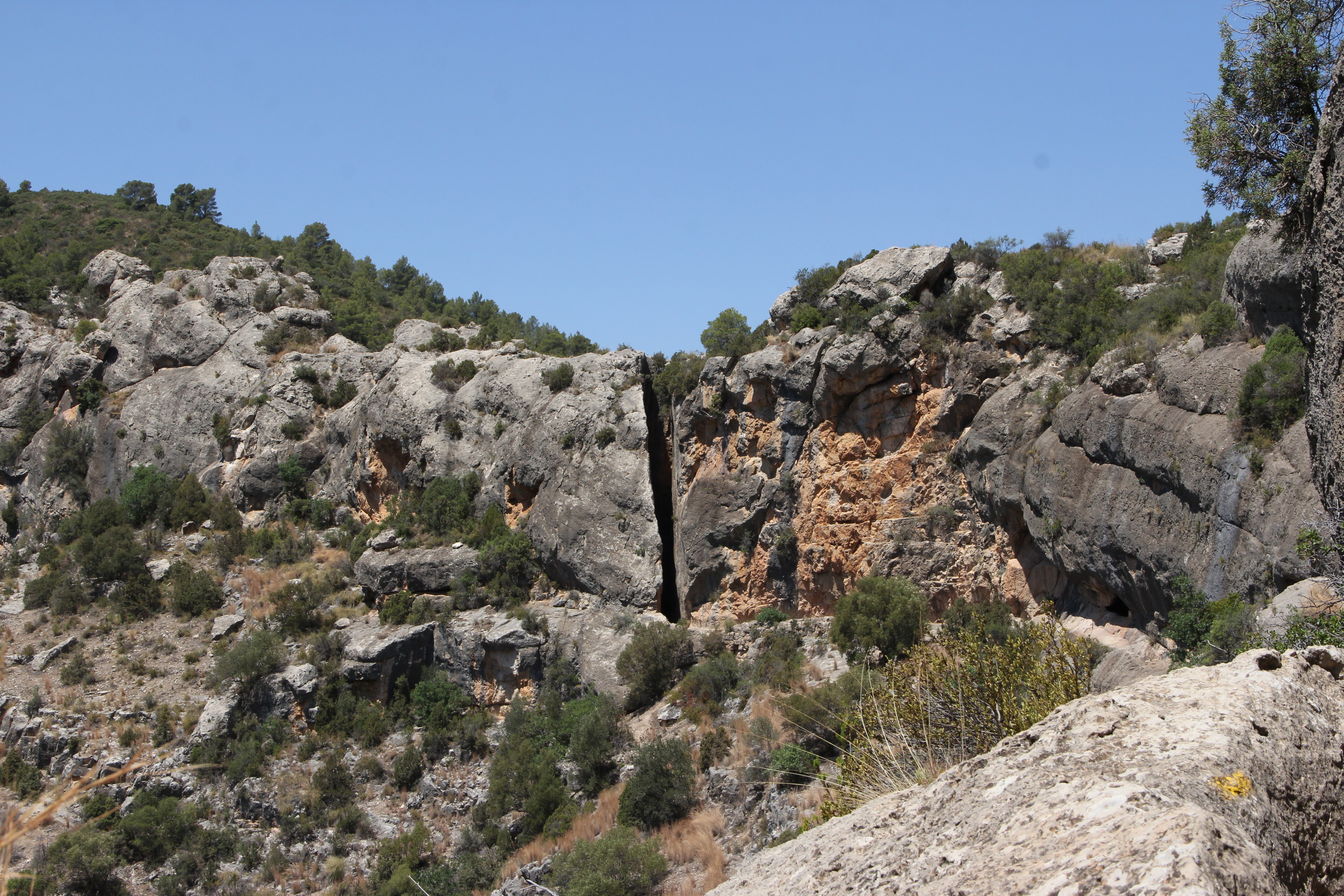
Rocher coupé vu de loin
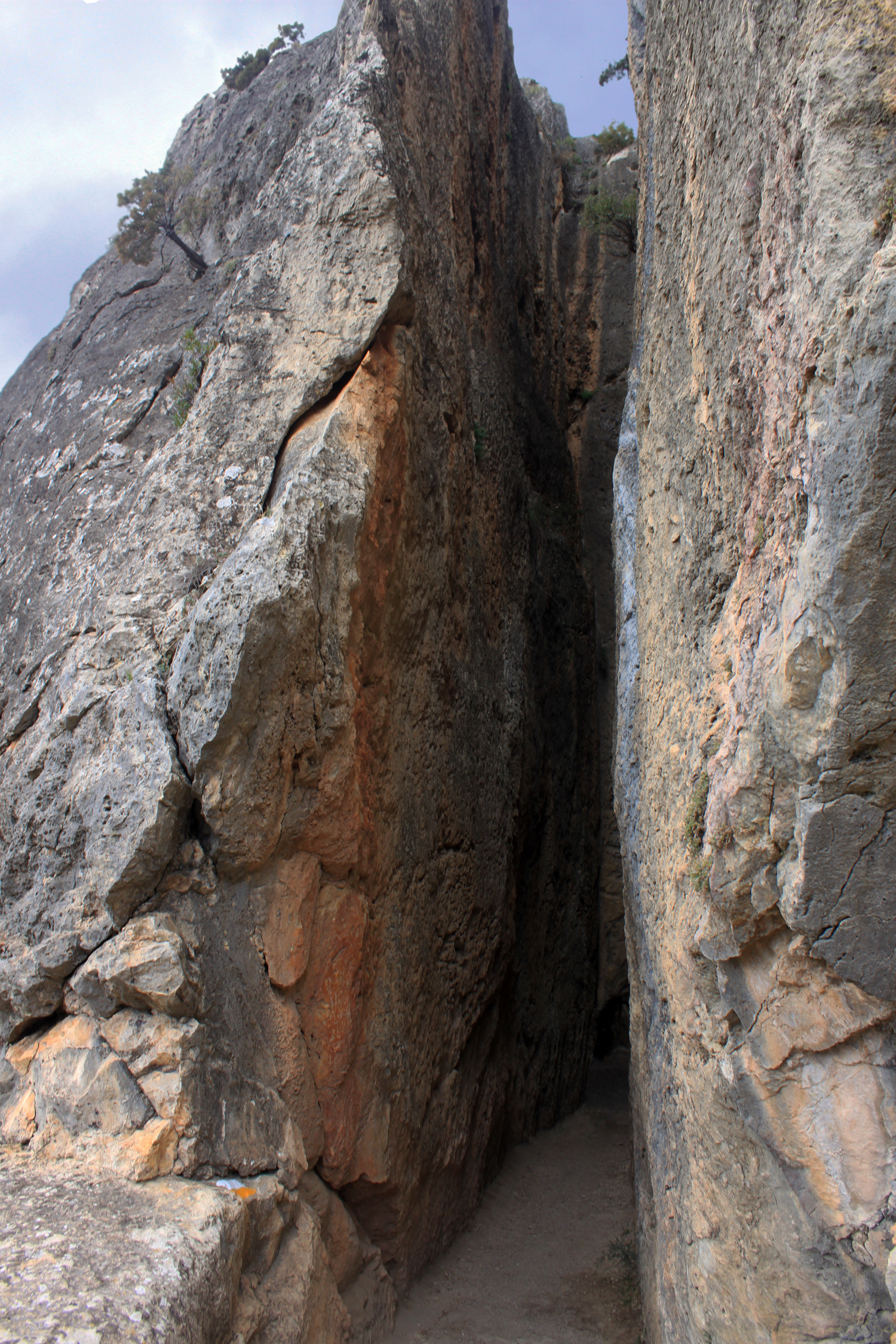
Vue du rocher coupé
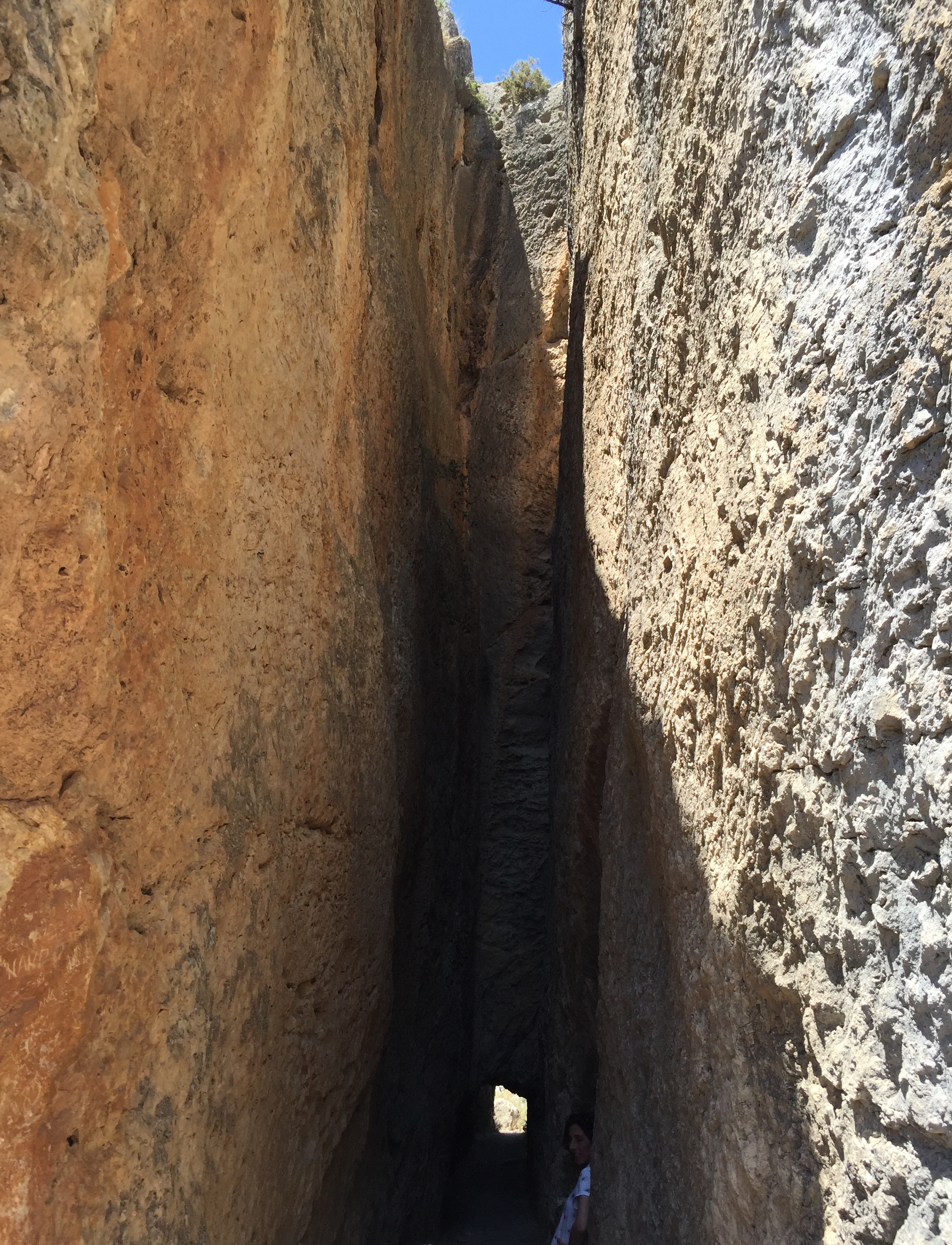
À l'intérieur du rocher coupé
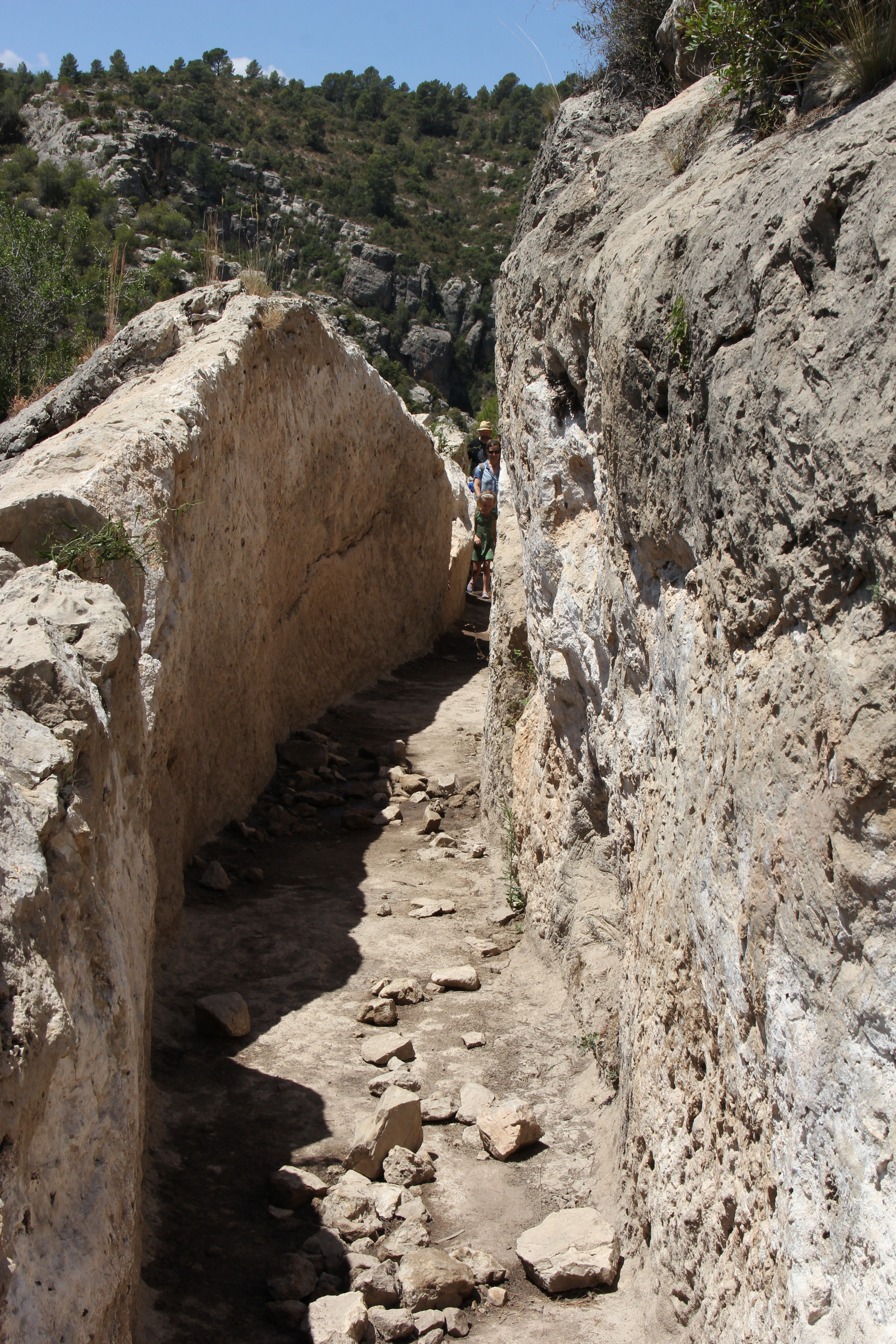
Canalisation à la sortie des tunnels
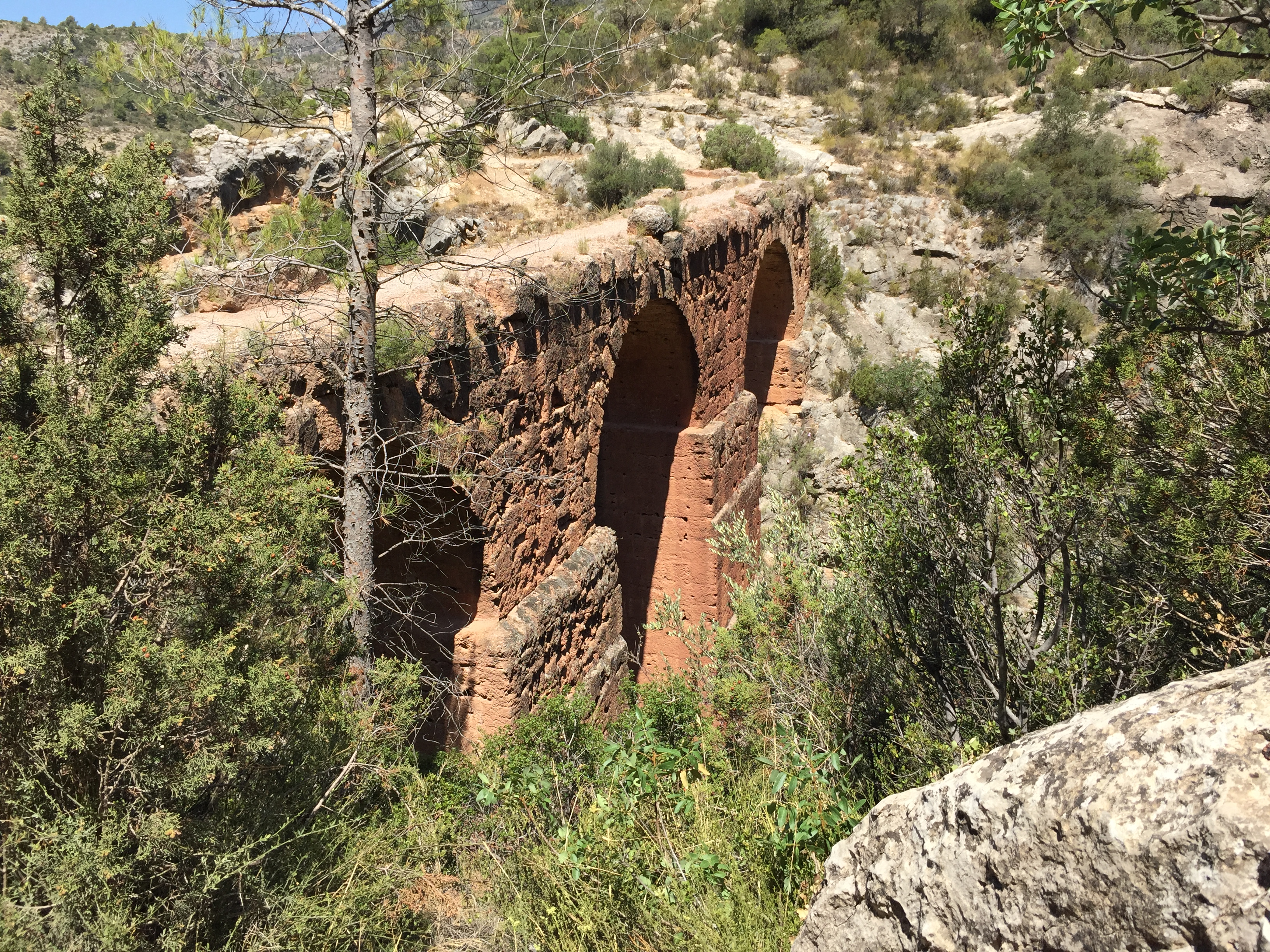
Aqueduc de Peña cortada